# Impostor

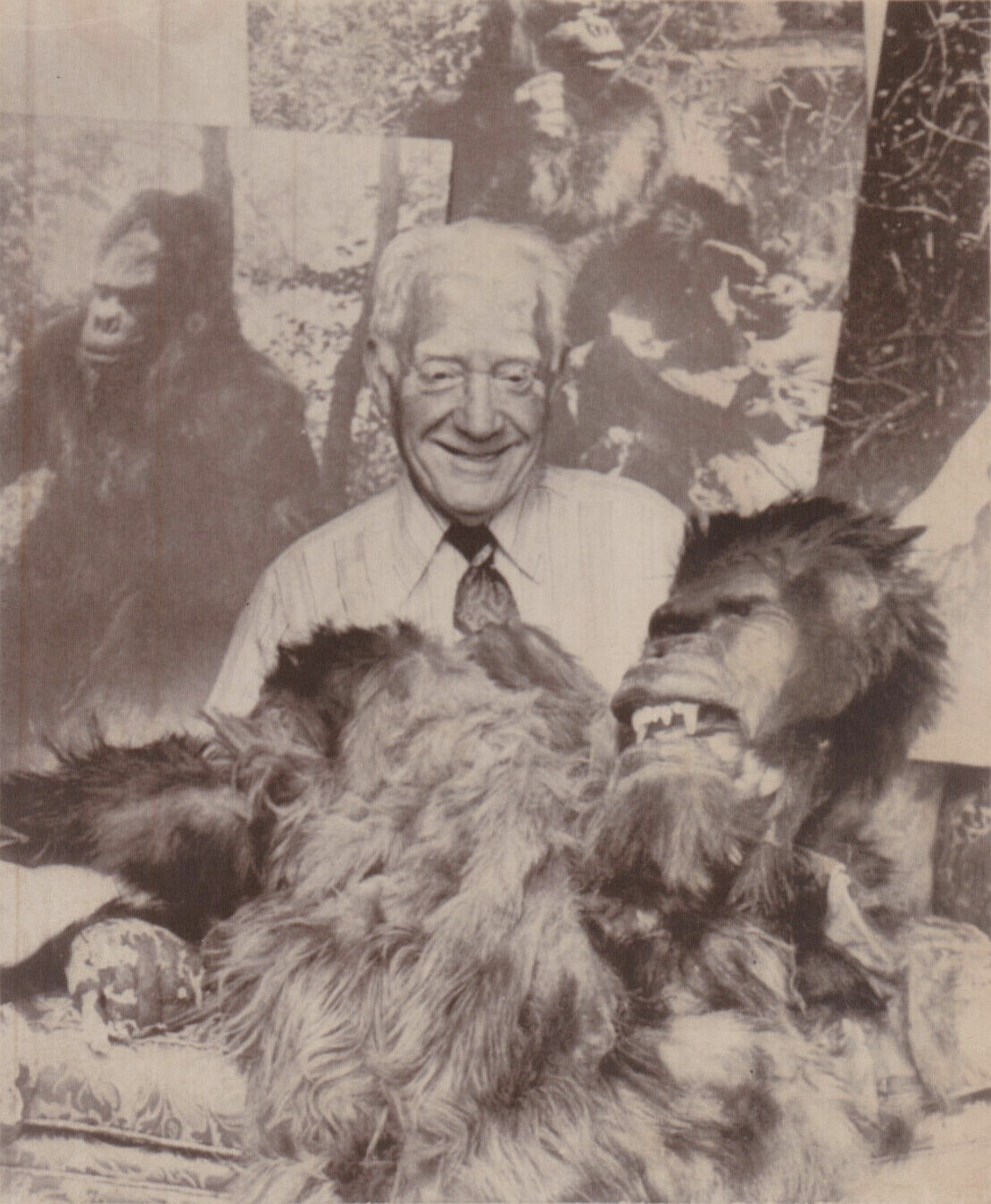
Foto publicitaria de Carmen Nigro, quien afirmó ser el actor que interpretó al King Kong original.

Un impostor es una persona que finge ser alguien diferente. A menudo los impostores intentan conseguir ventajas financieras o sociales a través de la ingeniería social, a veces adoptando la identidad de otras personas, aunque rara vez tienen intenciones relacionadas con el espionaje o la aplicación de la ley.
Históricamente, han sido comunes los impostores que se hacen pasar por pretendientes al trono. Numerosos hombres afirmaron ser Luis de Francia, el heredero al trono francés que desapareció durante la Revolución francesa, y ha habido tres «Dimitris falsos» que fueron pretendientes formales al trono de Rusia. Otros pretendientes reales notables han sido Perkin Warbeck, Anna Anderson (que aseguraba ser la Gran Duquesa Anastasia de Rusia) y, más recientemente, Roberto Brown, que afirmaba ser el hijo de Margarita de Windsor y Pete Townshend. 
Los impostores más atrevidos han llegado a fingir ser alguna persona que ya existía, aunque la mayor rapidez de los medios de comunicación modernos ha hecho que esto sea cada vez más difícil. Sin embargo, los impostores normalmente adquieren simplemente una nueva identidad falseando su profesión, estatus social y/o financiero, formación, estado civil y, en algunos casos, el sexo. Los impostores son generalmente conscientes de no ser quién dicen que son. No obstante, ha habido casos extremos en los que el impostor ha acabado creyéndose su propio papel y otros (a menudo niños, especialmente los que sufren de una enfermedad mental como demencia o esquizofrenia) cuya falsa identidad había sido creada por terceros, (un ejemplo de esto fue el caso de Anna Anderson). La gente puede hacer falsos alegatos sobre su pasado sin ser completos impostores, los más frecuentes en Estados Unidos son la participación en una guerra y la implicación en desastres públicos tales como el Hundimiento del Titanic o en los atentados del 11 de septiembre de 2001. Se dice que si cada persona que afirma haber estado a bordo del Titanic hubiese estado allí realmente, el barco se habría hundido por exceso de peso antes de zarpar del puerto de Southampton el 10 de abril de 1912.
Muchos impostores son criminales que mantienen una fachada temporalmente para engañar a sus víctimas, tal como hizo Wilhelm Voigt. Otros, como el bromista estadounidense Joey Skaggs, se mantienen como impostores como burla o crítica hacia algo. Aunque los impostores falsifiquen su entorno, sus intenciones no siempre son ilícitas. Puede que deseen adquirir una nueva personalidad o simplemente adoptar la identidad de otras personas. John List es un ejemplo de criminal que adquirió una nueva personalidad para evadir la justicia, en este caso era perseguido por el homicidio de toda su familia; incluido sus tres hijos pequeños.
Atrás en el tiempo, ha habido ejemplos de mujeres que se han hecho pasar por hombres para tener acceso a trabajos o actividades tradicionalmente asociados a los hombres, o incluso prohibidas para las mujeres. Algunas llegaron a combatir en conflictos bélicos haciéndose pasar por hombres. En este sentido, se conocen ejemplos de mujeres que participaron en las Guerras Napoleónicas y en la Guerra Civil Americana.
- Datos: Q1413522
- Multimedia: Impostors / Q1413522